# 反对劫持人质国际公约
反对劫持人质国际公约（英語：International Convention Against the Taking of Hostages），简称人质公约（英語：Hostages Convention），是1979年联合国制订的国际公约。公约订于美国纽约，于1983年6月3日生效，保存人是联合国秘书长。

## 背景
各缔约国铭记联合国宪章有关维持国际和平与安全及促进各国间友好关系与合作的宗旨及原则；认识到人人享有世界人权宣言和公民权利和政治权利公约所规定的生命、自由和人身安全的权利；考虑到劫持人质是引起国际社会严重关切的罪行；深信迫切需要在各国之间发展国际合作以防止国际恐怖主义劫持人质的行为，制订公约各条款。

## 内容
公约规定各缔约国应按照劫持人质罪行的严重性处以适当的惩罚，还规定缔约国应采取措施以期缓和人质的处境。公约对管辖权、引渡、扣留和公诉等做了规定。